# Petrovice u Moravského Krumlova

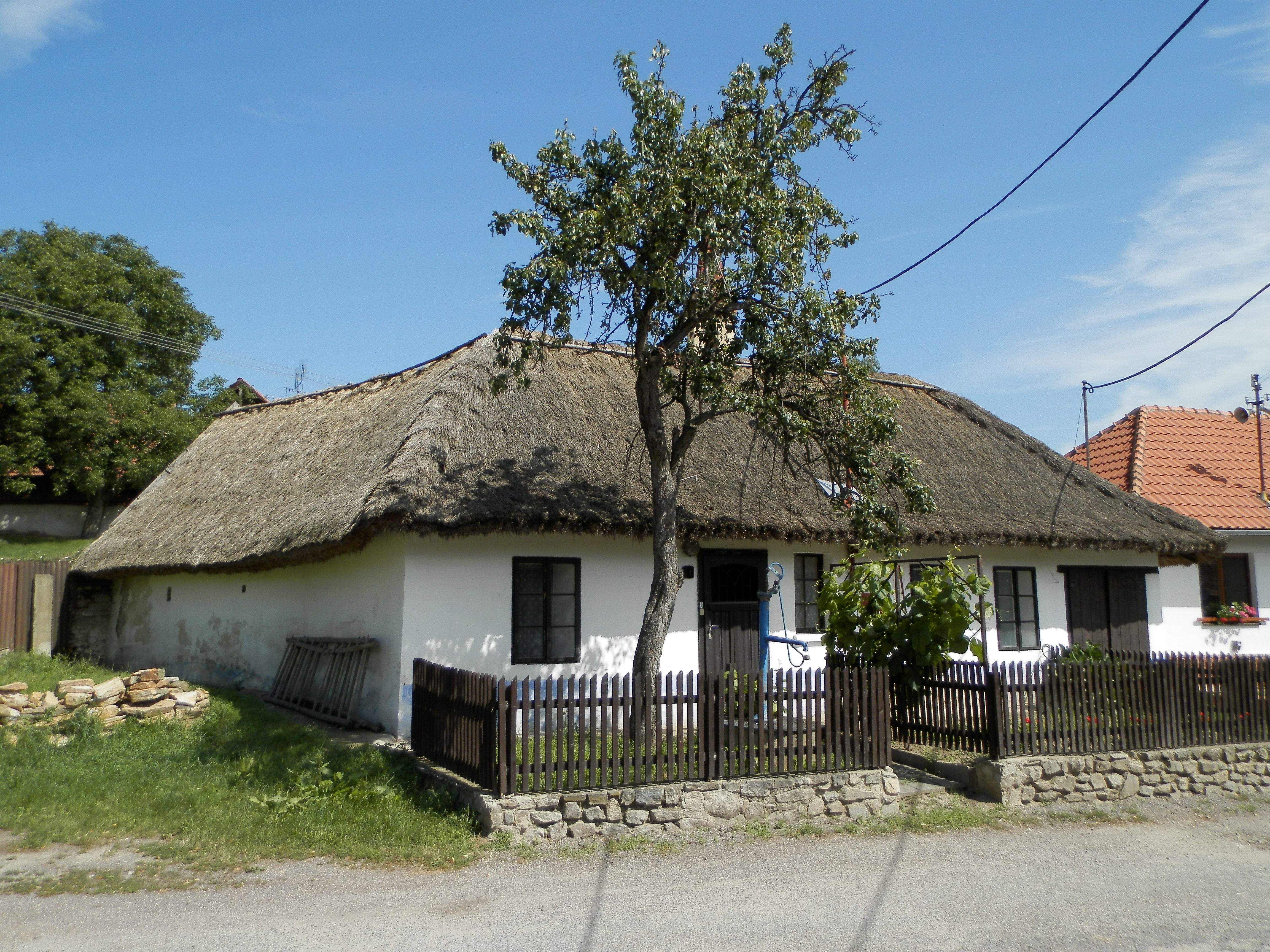
Došková chalupa

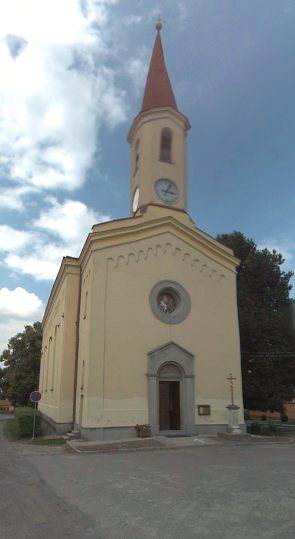
Kreuzerhöhungskirche

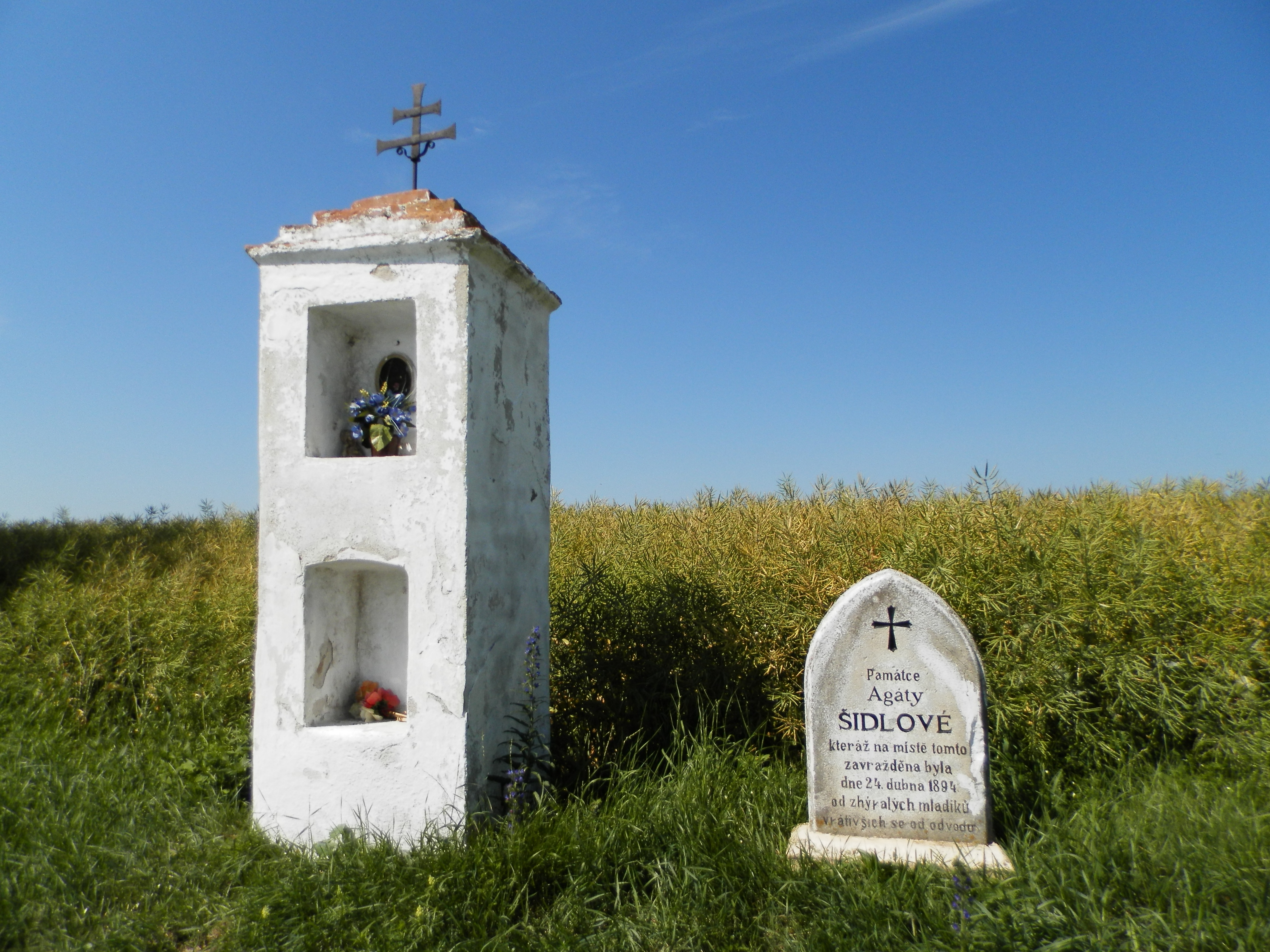
Bildstock

Petrovice (deutsch Petrowitz) ist eine Gemeinde in Tschechien. Sie liegt fünf Kilometer südlich von Moravský Krumlov und gehört zum Okres Znojmo.

## Geographie
Petrovice befindet sich am Bach Stružka im Dyjskosvratecký úval (Thaya-Schwarza-Talsenke) in Südmähren. Nördlich des Dorfes fließt die Rokytná. Im Norden erheben sich der Perk (294 m n.m.) und der Topánovský kopec (269 m n.m.), nordöstlich der Červený vrch (348 m n.m.), im Osten der U Nivky (327 m n.m.), südöstlich der Lesonický kopec (377 m n.m.), im Süden die Kadovská hora (367 m n.m.) sowie westlich der Na Vartě (323 m n.m.). Nördlich verläuft die Staatsstraße II/396 zwischen Vémyslice und Branišovice, im Westen die II/413 zwischen Moravský Krumlov und Znojmo.
Nachbarorte sind Moravský Krumlov und Rakšice im Norden, Vedrovice im Nordosten, Leskoun, Kubšice und Lesonice im Osten, Miroslavské Knínice im Südosten, Kadov im Süden, Skalice und Trstěnice im Südwesten, Džbánice und Horní Kounice  im Westen sowie Vémyslice, Dobelice und Rybníky im Nordwesten.

## Geschichte
Vielfältige archäologische Funde belegen eine frühzeitliche Besiedlung der Gegend von Petrovice. Als einmalig gilt ein 1927 aufgefundenes Gemeinschaftskastengrab der Aunjetitzer Kultur, in der mit flachen Steinen ausgekleideten Grabkammer befanden sich die Gebeine von neun Personen in Hocklage.
Petrovice wurde wahrscheinlich kurz vor der intensiven Kolonisation des Landstriches um Krumlov in der ersten Hälfte des 13. Jahrhunderts gegründet. Die erste schriftliche Erwähnung des Dorfes erfolgte 1253 anlässlich der Kirchweihe in Stehenitz, wo der Pleban von Petrowicz Godefridus als Zeuge anwesend war. Über die mittelalterlichen Besitzverhältnisses in Petrowitz ist wenig bekannt, wegen des gleichnamigen wüsten Dorfes bei Božice und weiterer Orte in der Gegend lassen sich einige Nachrichten nicht zuordnen. Vermutlich befand sich in Petrowicz ein Vladikensitz. Als Kadold von Dobřensko im Jahre 1298 zusammen mit seinem Bruder einige Güter dem Templerorden überließ, gehörten dazu auch die Weinberge in Petrowicz. Der in dem Vertrag als Zeuge auftretende Nezcyl de Petrowicz war wahrscheinlich Besitzer von Petrowicz oder eines Teils davon. Es wird angenommen, dass die Templerkommende auf Tempelstein wenig später auch Petrowicz erwarb. Nach der Zerschlagung des Templerordens gelangte Petrowicz an verschiedene adlige Grundherren, darunter die Herren von Pernstein. Der Weinberg Petrowiczska Hora, auf dem neben dem umliegende Dörfern und Märkten auch das Kloster Saar Anteile hielt, besaß ein eigenes Bergrecht einschließlich der Halsgerichtsbarkeit. Im Jahre 1385 verkaufte Bohuslaw von Pernstein das zuvor zu seinem Gut Cadow gehörige Dorf Petrowicz mit einem Meierhof an den Besitzer der Burg Krumlov, Beneš von Krawarn. Der Hof in Petrowicz ist noch bis zum Beginn des 15. Jahrhunderts nachweislich. Der in der heutigen Flur Kokešperky gelegene Weinberg mit eigener Hinrichtungsstätte erlosch im 15. Jahrhundert. Petrowicz blieb danach immer Teil der Herrschaft Krumlov. Grundherren waren bis 1434 die Herren von Krawarn und danach die Herren von Leipa. Nach einer in Stein gehauenen Jahreszahl an der alten Kirche wurde diese 1484 errichtet. Nach der Schlacht am Weißen Berg wurden 1621 sämtliche Güter des Berthold Bohuslaw (Bohubud) von Leipa, der ein Anführer der mährischen Stände war, konfisziert. 1625 erwarb Gundaker von Liechtenstein die Herrschaft Krumlov, die danach fast 300 Jahre im Besitz des Hauses Liechtenstein verblieb. Im Jahre 1751 wurde die Kirche erneuert. 1784 stiftete der Religionsfonds eine Lokalie und Schule in Petrowitz.
Im Jahre 1835 bestand das im Znaimer Kreis gelegene Dorf Petrowitz bzw. Petrowice aus 74 Häusern, in denen 364 Personen lebten. Unter dem Patronat des Religionsfonds standen die zum Dekanat Hosterlitz gehörige Lokalie und die Kreuzerhöhungskirche. Petrowitz war Pfarrort für Dobelitz und Lisnitz. Die alte Kirche wurde in den Jahren 1846–1849 abgebrochen und durch einen Neubau ersetzt. Bis zur Mitte des 19. Jahrhunderts blieb Petrowitz der Fideikommiss-Primogeniturherrschaft Mährisch-Krummau untertänig.
Nach der Aufhebung der Patrimonialherrschaften bildete Petrovice / Petrowitz ab 1849 eine Gemeinde im Gerichtsbezirk Mährisch Kromau. Ab 1869 gehörte das Dorf zum Bezirk Mährisch Kromau. Zu dieser Zeit hatte Petrovice 397 Einwohner und bestand aus 81 Häusern. Im Jahre 1900 lebten in Petrovice 446 Personen; 1910 waren es 398. Beim Zensus von 1921 lebten in den 103 Häusern der Gemeinde 435 Tschechen.  Im Jahre 1930 bestand Petrovice aus 118 Häusern und hatte 461 Einwohner. Nach der deutschen Besetzung wurde die Gemeinde 1939 in den Gerichtsbezirk Hrottowitz und den Kreis Mährisch Budwitz umgegliedert; bis 1945 gehörte Petrovice / Petrowitz zum Protektorat Böhmen und Mähren. Nach dem Kriegsende erfolgte die Wiederherstellung der alten Bezirksstrukturen. Im Jahre 1950 hatte Petrovice 413 Einwohner. Im Zuge der Gebietsreform und der Aufhebung des Okres Moravský Krumlov wurde die Gemeinde am 1. Juli 1960 dem Okres Znojmo zugewiesen.
Beim Zensus von 2001 lebten in den 145 Häusern von Petrovice 367 Personen.

## Gemeindegliederung
Für die Gemeinde Petrovice sind keine Ortsteile ausgewiesen. Das Gemeindegebiet bildet den Katastralbezirk Petrovice u Moravského Krumlova.

## Sehenswürdigkeiten
- Kreuzerhöhungskirche, erbaut 1846–1849 anstelle eines Vorgängerbaus aus dem Jahre 1484. Wegen des instabilen morastigen Baugrunds kam es zu Wandrissen, die 1887 eine Instandsetzung und zu Beginn des 20. Jahrhunderts den Einbau von Eisentraversen zur Folge hatten. Während des Zweiten Weltkrieges schlug eine Granate in den Kirchturm; zum Gedenken wurde die Kartusche in der Kirchwand eingemauert.
- Došková chalupa (Strohgedeckte Chaluppe), das zu Beginn des 18. Jahrhunderts errichtete Häuschen ist die einzige erhaltene Chaluppe mit Roggenstrohdach in der Region Znojmo. Ursprünglich war diese Bauart typisch für die Häusler in den südwestmährischen Dörfern. Im Jahre 2011 erwarb die Gemeinde das Haus. Heute dient es als ländliches Museum.
- Bildstock